# 麥迪森酒業
麥迪森酒業控股有限公司，簡稱麥迪森酒業控股，以及麥迪森酒業（英語：Madison Wine Holdings Limited，港交所：8057），在1997年，由丁鵬雲（主席）和父親丁人駿於香港（總部）成立「麥迪森（中國）有限公司」。
總裁為朱欽。業務在全球經營各類酒類產品，包括葡萄酒產品。
股份則在2015年10月8日於港交所創業板上市，集資額為8000萬港元，配售股份數目為1億股，配售股份價格為0.73元至0.8港元。

## 外部連結
- madison-wine.com （页面存档备份，存于）